# Aeroporto di Dzaoudzi-Pamanzi
L'Aeroporto di Dzaoudzi-Pamanzi (IATA: DZA, ICAO: FMCZ), noto anche come Aeroporto Internazionale di Dzaoudzi-Pamandzi, è l'unico aeroporto che serve Dzaoudzi, principale città del dipartimento d'oltremare francese di Mayotte.

## Statistiche
Questo grafico non è disponibile a causa di un problema tecnico.
Si prega di non rimuoverlo.
Vedi la query Wikidata di origine.